# Mikoszowa
Mikoszowa (niem. Niklasdorf) – wieś w Polsce położona w województwie dolnośląskim, w powiecie świdnickim, w gminie Żarów.

## Podział administracyjny
W latach 1975–1998 miejscowość administracyjnie należała do województwa wałbrzyskiego.

## Nazwa
W kronice łacińskiej Liber fundationis episcopatus Vratislaviensis (pol. Księga uposażeń biskupstwa wrocławskiego) spisanej za czasów biskupa Henryka z Wierzbna w latach 1295–1305 miejscowość wymieniona jest w zlatynizowanej formie villa Nicolai czyli Wieś Mikołaja.

## Zabytki
- pałac